# 近地天體確認頁面
近地天體確認頁面（Near-Earth Object Confirmation Page，NEOCP）是一項網络服務，列出最近提交的可能是近地天體（near-Earth objects，NEOs）的觀測結果。它是小行星中心（MPC）的一項服務，而MPC是天體測量觀測小行星的官方國際檔案。NEOCP由MPC於1996年3月在萬維網上成立。
觀測者通過電子郵件或cURL提交新的近地天體候選者的天體測量觀測結果，然後將它們放入NEOCP一段時間，直到它們被確認為新天體、確認為已知天體，或未得到充分後續觀測的證實。如果該天體被確認為新的近地天體，它將被賦予臨時名稱，其觀測結果將立即發表在“小行星電子通告（MPEC）。如果該天體是一個已經給
定臨時名稱的近地天體在新的衝上重新發現，它也將立即在MPEC上發佈。反之，如果該天體被確認為不是近地天體的小行星，它將在第二天每日軌道更新的MPEC上發佈。任何由於觀測弧或假陽性探測不足，而未被確認的天體都會將其觀測結果存檔在MPC的孤立軌道檔中，這些是未確認的小行星候選者。
該工具隨時更新，以便在天體丟失並且不再能觀測之前儘快進行後續觀測。
其它一些服務利用NEOCP並進一步處理數據，以便對天體成為近地天體的可能性以及可能撞擊地球的風險進行獨立預測，下面列出了其中一些。

## 外部連結
- Near-Earth Object Confirmation Page at MPC （页面存档备份，存于）
- CNEOS / JPL Scout NEOCP Hazard Assessment Tool （页面存档备份，存于）
- SpaceDYS NEOScan Tool （页面存档备份，存于）
- Project Pluto Summary of NEOCP （页面存档备份，存于）
- Separate comet confirmation page at the Minor Planet Center （页面存档备份，存于）
- Interactive graphic showing time of most recent submitted observations for NEOCP objects （页面存档备份，存于）
- Previous NEOCP objects listing disposition/status/outcome upon being removed from the list （页面存档备份，存于）